# Sporting Club Universitaire de France
El Sporting Club Universitari de França, o SCUF, és un club esportiu francès amb seu a París, amb set seccions (bàsquet, esgrima, golf, natació, rugbi, tennis i voleibol). Va ser fundat a París el 5 de desembre de 1895 per Charles Brennus per fomentar el ciclisme i l'atletisme.
Els seus èxits inclouen una medalla d'or olímpica de waterpolo guanyada per Albert Mayaud als Jocs Olímpics d'Estiu de 1924 el 1924. Membres del club també han guanyat quinze títols mundials, 37 títols europeus i més de 260 títols nacionals (atletisme, natació, ciclisme, boxa, rugbi). El club va ser declarat d'utilitat pública per decret de 28 de novembre 1969.